# 布拉德·霍兰
约翰·布拉德利·霍兰德（英語：John Bradley Holland，1956年12月6日—），美国NBA联盟前职业篮球运动员。他在1979年的NBA选秀中第1轮第14顺位被洛杉矶湖人选中。